# ANREALAGE
ANREALAGE（アンリアレイジ）とは、ファッションデザイナーの森永邦彦が2003年に設立した日本のアパレルブランド。ブランド名は「A REAL（日常）」「UN REAL（非日常）」「AGE（時代）」をミックスした造語。

## 概要
移りゆく時代の中で、日常見過ごされてしまうようなことに目を向けた服を展開。ミース・ファン・デル・ローエの「神は細部に宿る」を創作信念としている。
初期は古着のリメイクに始まった服作りでは、非常に細かなパッチワークや、一着に10,000個のボタンを縫い付けたジャケットなど、マニアックなクラフトワークの探求に向かっていた。
’09年春夏コレクションから姿勢を大きく転回し、「○△□」というタイトルのもと、球体、正四面体、立方体に合わせて形作ったシャツ、トレンチコート、カットソーなどを制作。これら特殊な立体のための服を同時に通常のボディに着せて、日常で普通に着用できることを合わせて展示。この独自のコンセプチュアルな方向を見つけたことで、「ANREALAGE」の創作は飛躍的に進化していく。
縦横に歪んだマネキンのための洋服、低解像度の洋服、色が変わる洋服、サイズが変わる洋服、など、シーズン毎に新たなコンセプトを打ち出し、それはファッションの（あるとすれば）境界線を上書きするような、刺激的で挑発的なショーをすることを目的としている。
ANREALAGEのゴールは、ファッションにおける様々な境界線の越境。白と赤、SとM、男と女、春と秋、日本と海外、上の世代と僕らの世代、そして、日常と非日常の間。日常のあらゆる境界線を越境することが、ANREALAGEの哲学となっている。

## デザイナー
森永邦彦 (KUNIHIKO MORINAGA)
1980年東京都生まれ。国立市出身。東京都立国立高等学校を経て、2003年に早稲田大学社会科学部（出身サークルは「早稲田大学繊維研究会」）、バンタンデザイン研究所を卒業。同年、ANREALAGEを設立。2014年10月12日放送分の「情熱大陸」に出演。伯父は編集者の森永博志。

## 主なブランドライン

### ANSEASON（アンシーズン）
2014年にデザイナーの森永邦彦が「ANREALAGEはシーズンごとにテーマを変える実験的なブランドだが、半年というサイクルで終わらせるのではなく、これまで取り組んできた手法を、より長く着られるスタンダードにしていきたい」という考えで立ち上げたライン。メインラインより買いやすい価格帯を設定されている。
ロゴには4つのブランドロゴが並び、ライン名の「ANSEASON ANREALAGE」には春夏秋冬のシーズンを超えるという意味が込められた。

### ANEVER（アンエバー）
オンワード樫山と協業し2021年に設立したブランド。「ANREALAGE」のバッグ・アクセサリーラインとしても展開。
ブランドコンセプトは、“対極の概念をつなぐプロダクト開発”。ブランド名は「一瞬＝A NEVER」と「永遠＝AN EVER」という対極する時間を意味する単語を組み合わせた造語。ロゴマークは0と9を組み合わせた花の形で、樹脂の中で花がもっとも美しく咲く瞬間を永遠に閉じ込めたイメージを表現した。
コンセプトムービーには平手友梨奈、Travis Japanが出演。

## 来歴
- 2003年
  - ANREALAGE設立
- 2005年
  - アメリカ・ニューヨークで開催されたGEN ART 2005にてアバンギャルド大賞受賞。
- 2006年
  - 東京コレクションにて東京タワー大展望台を会場にランウェイデビュー。
- 2009年
  - 東京・六本木の国立新美術館地下1階スーベニアフロムトーキョーにて作品展示
  - スウェーデンのストックホルム東洋博物館にて作品展示。
- 2010年
  - イギリス・ロンドンのバービカン・センター「FUTURE BEAUTY-30 YEARS OF JAPAN FASHION」参加。
  - ドイツ・ミュンヘンのハウス・デア・クンスト美術館にて開催「FUTURE BEAUTY-30 YEARS OF JAPAN FASHION」参加。
- 2011年　
  - 東京・原宿に直営店 ANREALAGE SHOP オープン。
  - オランダ・ユトレヒトのセントラルミュージアム「miffy in fashion」展に参加。ミッフィーのドレスをデザイン。
  - 第29回毎日ファッション大賞新人賞・資生堂奨励賞受賞。
  - 東京オペラシティーアートギャラリーで行われた「東京ファッションの現在形」に参加
- 2012年
  - 中国・北京のコムデギャルソンとI.TによるIT.BEIJING MARKET COMME des GARCONに参加
  - 東京都現代美術館で行われる「FUTURE BEAUTY-日本ファッションの未来性」に参加
  - 宮城県・仙台に2号店オープン
  - 大阪府・梅田に3号店オープン
  - 東京・渋谷パルコミュージアムにて初の個展「A REAL UN REAL AGE」展覧会開催
- 2013年
  - 石川・金沢21世紀美術館にて「フィロソフィカル・ファッション2:A COLOR UN COLOR」開催
- 2014年
  - ニューヨークにて開催されたクールジャパン事業「NIPPONISTA」にて展示発表
  - 新ライン　ANSEASON（アンシーズン）発表
  - 9月23日　パリ・コレクションデビューを果たす
  - 10月12日　TBS番組「情熱大陸」出演。服の常識を変える”新世代ファッションデザイナー・森永邦彦の挑
  - 11月28日　講談コミック『進撃の巨人』とのコラボレーションTシャツを発表。進撃の巨人展にて作品展示
- 2015年
  - 1月20日　 NHKスペシャル番組「NHKスペシャル「NEXT WORLD」にてアバター衣装デザイン、サカナクションライブ衣装を手がける
  - 1月20日　 ANSEASON ANREALAGE MENS 発表
  - 3月3日　  2015/16 AW COLLECTION LIGHT  発表
  - 3月16日　  西武渋谷店、ショーウィンドウ
  - 6月10日　Tシャツライン AZを発表[10]

## コレクション

### ANREALAGE
- 2003年秋冬「何の変哲もない」場所：青山ベルコモンズ
- 2004年春夏「WHERE FRONT IS?」場所：東京タワーアミューズメントホール
- 2004年秋冬「檸檬」場所：EAST GALLERY
- 2005年春夏「きれひと讃歌」場所：国立代々木競技場
- 2005年秋冬「スズメノナミダ」場所：GALLERY SITE
- 2006年春夏「バター」場所：東京タワー大展望台
- 2006年秋冬「カノン」場所：STUDIO BYBROS
- 2007年春夏「祈り」場所：EBIS303
- 2007年秋冬「遙か晴る」場所：EBIS303
- 2008年春夏「ノーモア」場所：EBIS303
- 2008年秋冬「夢中」場所：新丸ビル
- 2009年春夏「○△□」場所：スタジオ榮荘
- 2009年秋冬「凹凸」場所：LION BUILDING
- 2010年春夏「SILHOUETTE」場所：五反田廃屋ビル
- 2010年秋冬「WIDESHORTSLIMLONG」場所：青山スタジオ
- 2011年春夏「AIR」場所：ベルサール渋谷ファースト
- 2011年秋冬「LOW」場所：ラフォーレミュージアム六本木
- 2012年春夏「SHELL」場所：ベルサール渋谷ファースト
- 2012年秋冬「TIME」場所：ラフォーレミュージアム六本木
- 2013年春夏「BONE」場所：ラフォーレミュージアム六本木
- 2013年秋冬「COLOR」場所：恵比寿ガーデンホール
- 2014年春夏「SIZE」場所：ラフォーレミュージアム六本木
- 2014年秋冬「SEASON」場所：ラフォーレミュージアム六本木
- 2015年春夏「SHADOW」場所：Beaux-Arts Salle Melpoméne
- 2015年秋冬 MENS COLLECTION「ANSEASON ANREALAGE」
- 2015年秋冬「LIGHT」場所：Beaux-Arts Salle Melpoméne
- 2016年春夏「REFLECT」場所：Palais de Tokyo Galerie Haute
- 2016年秋冬「NOISE」場所：YOYO, Palais de Tokyo
- 2017年春夏「SILENCE」場所：Palais de Tokyo, Saut du Loup 13 avenue du President
- 2017年秋冬「ROLL」場所：The Westin Paris - Vendome Salon Imperial 3 rue de Castiglione,75001 Paris
- 2018年春夏「POWER」場所：Palais de Tokyo
- 2018年秋冬「PRISM」
- 2019年春夏「CLEAR」
- ANREALAGE 15th Collection「A LIGHT UN LIGHT」
- 2020年春夏「ANGLE」場所：Palais de Tokyo
- 2020年春夏 MEN'S TOKYO COLLECTION「AGE」
- 2020年秋冬「BLOCK」場所：Pavillon Cambon-Capucines
- 2021年春夏「HOME」場所：朝霧アリーナ
- 2021年秋冬「GROUND」
- 2022年春夏「DIMENSION」

### ANEVER
- ANEVER MARCH
- ANEVER APRIL
- ANEVER MAY
- ANEVER × Travis Japan Vol.1
- ANEVER × Travis Japan Vol.2

## コラボレーション
- YUKI (歌手)「SUPER ELASTIC」ツアー衣装[11]
- 天野喜孝「Fantasy Couture－天野喜孝×アンリアレイジ－」[12]
- 蜷川実花「JAPAN CREATOR'S TEXTILE」[13]
- 松任谷由実「HAVE A POP CLASSICO HOLIDAY!」[14]
- サカナクション「SAKANAQUARIUM2013」ライブ衣裳[15]、「NIGHT FISHING」衣服展示[16]
- AKB48 「2013真夏のドームツアー 〜まだまだ、やらなきゃいけないことがある〜」ライブ衣装[17]
- adidas「ADIDAS ORIGINALS 円陣＝ENJIN COLLECTION」[18]
- クリエイティブラボPARTY（パーティー）およびAID-DCC Inc.「FOCUS: Life Gear」[19]
- 糸井重里「ほぼ日手帳2016×ANREALAGE」[20]
- NEWS「NEWS LIVE TOUR 2016 QUARTETTO」ライブ衣装[21]
- 欅坂46「アンビバレント」衣装[22]
- EXIT（お笑いコンビ）「ANREALAGEXIT」[23]
- Travis Japan「MUSIC STATION × ジャニーズJr. スペシャルライブ」衣装[24]
- FENDI 2020-21年秋冬メンズコレクション[25]
- スーパーマリオ コラボレーション商品[26]
- スタジオ地図「竜とそばかすの姫」主人公衣装デザイン[27]、2022年春夏コレクション[28]

## 店舗展開

### 国内の店舗
- (SHINJUKU) ISETAN LADY'S 3F / 03-3352-1111
- (SHINJUKU) ISETAN MEN'S 2F / 03-3352-1111
- (SHIBUYA) SEIBU SHIBUYA / 03-3462-0111
- (KICHIJOJI) AL SELECT / 0422-22-1197
- (SHIBUYA) PARYUCO / 03-3477-5828
- (HARAJUKU) MIKIRIHASSHIN / 03-3486-7673
- (SHIBUYA) MIDWEST TOKYO / 03-5428-3171
- (ROPPONGI) SOUVENIR FROM TOKYO / 03-6812-9933
- (IWATE) GRIS GARDEN / 019-625-3700
- (NIIGATA) TITY / 025-226-7101
- (NAGANO) SELTIE / 026-334-5045
- (CHIBA) ⅲ3 / 04-7166-7713
- (SHIZUOKA) SOLA / 054-254-2057
- (NAGOYA) MIDWEST NAGOYA / 052-953-1870
- (TOYAMA) JACKALOPE / 0766-54-0106
- (MATSUYAMA) ALLOYD / 089-913-1533
- (FUKUOKA) CHALT / 092-725-0454
- (FUKUOKA) TRIP / 092-752-7018
- (NAGASAKI) COLDBECK / 095-827-0047
- (OITA) CORRESPONDANCE / 097-537-4471
- (KUMAMOTO) FAKEJAM / 096-355-3342

### 海外の店舗
- (PARIS/FRANCE)L'ECLAIREUR
- (NY/USA)OPENNING CEREMONY
- (LONDON/UK)FEATHERS
- (LONDON/UK)LAYERS
- (MILAN/ITALY) DAAD DANTONE
- (TREVISO/ITALY)APRES PARIS
- (PADUA/ITALY)IVO MILAN
- (COPENHAGEN/DENMARK)HENRICK VIBSKOV
- (FRANKFURT/GERMANY)FRIDA
- (BERLIN/GERMANY)OUKAN
- (SOFIA/BULGARIA)CONCEPT ZERO
- (KIEV/UKRAINE)INVOGA
- (MOSCOW/RUSSIA)AIR
- (CAUSEWAY BAY/HONG KONG)I.T
- (BEIJING/CHINA)I.T BEIJING MARKET
- (CHENDGU/CHINA)DRESSING FOR FUN
- (TAIPEI/TAIWAN)03

### オンラインショップ
- (ONLINE) ANREALAGE ZOZOTOWN
- (AZ) AZ ONLINE SHOP
- (SOUND) ANREALAGE SOUND
- (BOOK) A REAL AN REAL AGE
- (ONLINE) MITSUBAI TOKYO
- (ONLINE) STYLIFE